# Chennai Open (WTA) 2022 - Qualificazioni singolare
Le qualificazioni del singolare femminile del Chennai Open (WTA) 2022 sono state un torneo di tennis preliminare per accedere alla fase finale della manifestazione svolte dal 10 all'11 settembre 2022. Le vincitrici dell'ultimo turno sono entrate di diritto nel tabellone principale. In caso di ritiro di una o più giocatrici aventi diritto a queste sono subentrati le lucky loser, ossia le giocatrici che hanno perso nell'ultimo turno ma che avevano una classifica più alta rispetto alle altre partecipanti che avevano comunque perso nel turno finale.

## Teste di serie
1. Yuki Naito (ultimo turno)
2. Nao Hibino (qualificata)
3. Lina Glushko (ultimo turno)
4. Isabella Šinikova (ultimo turno)
5. Lizette Cabrera (primo turno)
6. Justina Mikulskytė (ultimo turno)

1. Jana Fett (qualificata)
2. Daniela Vismane (ultimo turno)
3. Carole Monnet (primo turno)
4. Ekaterina Kazionova (primo turno)
5. Kyōka Okamura (qualificata)
6. Liang En-shuo (qualificata)

## Qualificate
1. Olivia Tjandramulia
2. Nao Hibino
3. Kyōka Okamura

1. Marija Tkačeva
2. Jana Fett
3. Liang En-shuo

## Tabellone

### Legenda
| - Q = Qualificato - WC = Wild card - LL = Lucky loser | - ALT = Alternate - SE = Special Exempt - PR = Protected Ranking | - w/o = Walkover - r = Ritirato - d = Squalificato |

### Sezione 1
|  | Primo turno | Primo turno              | Primo turno              | Primo turno | Primo turno |  |  | Ultimo turno | Ultimo turno        | Ultimo turno        | Ultimo turno | Ultimo turno |  |
|  |             |                          |                          |             |             |  |  |              |                     |                     |              |              |  |
|  | 1           | Yuki Naito               | Yuki Naito               | 6           | 6           |  |  |              |                     |                     |              |              |  |
|  | WC          | Lakshmi Prabha Arunkumar | Lakshmi Prabha Arunkumar | 4           | 1           |  |  | 1            | Yuki Naito          | Yuki Naito          | 3            | 69           |  |
|  |             | Olivia Tjandramulia      | Olivia Tjandramulia      | 6           | 6           |  |  |              | Olivia Tjandramulia | Olivia Tjandramulia | 6            | 7            |  |
|  | 10          | Ekaterina Kazionova      | Ekaterina Kazionova      | 3           | 1           |  |  |              |                     |                     |              |              |  |

### Sezione 2
|  | Primo turno | Primo turno     | Primo turno   | Primo turno | Primo turno |  |  | Ultimo turno | Ultimo turno    | Ultimo turno    | Ultimo turno | Ultimo turno |  |
|  |             |                 |               |             |             |  |  |              |                 |                 |              |              |  |
|  | 2           | Nao Hibino      | Nao Hibino    | 6           | 6           |  |  |              |                 |                 |              |              |  |
|  | WC          | Sai Chamarthi   | Sai Chamarthi | 1           | 0           |  |  | 2            | Nao Hibino      | Nao Hibino      | 7            | 6            |  |
|  | PR          | Sof'ja Lansere  | 6             | 5           | 3           |  |  | 8            | Daniela Vismane | Daniela Vismane | 5            | 0            |  |
|  | 8           | Daniela Vismane | 4             | 7           | 6           |  |  |              |                 |                 |              |              |  |

### Sezione 3
|  | Primo turno | Primo turno        | Primo turno        | Primo turno | Primo turno |  |  | Ultimo turno | Ultimo turno  | Ultimo turno  | Ultimo turno | Ultimo turno |  |
|  |             |                    |                    |             |             |  |  |              |               |               |              |              |  |
|  | 3           | Lina Glushko       | 4                  | 6           | 7           |  |  |              |               |               |              |              |  |
|  |             | Marija Timofeeva   | 6                  | 1           | 63          |  |  | 3            | Lina Glushko  | Lina Glushko  | 3            | 1            |  |
|  |             | Sowjanya Bavisetti | Sowjanya Bavisetti | 4           | 0           |  |  | 11           | Kyōka Okamura | Kyōka Okamura | 6            | 6            |  |
|  | 11          | Kyōka Okamura      | Kyōka Okamura      | 6           | 6           |  |  |              |               |               |              |              |  |

### Sezione 4
|  | Primo turno | Primo turno       | Primo turno       | Primo turno | Primo turno |  |  | Ultimo turno | Ultimo turno      | Ultimo turno      | Ultimo turno | Ultimo turno |  |
|  |             |                   |                   |             |             |  |  |              |                   |                   |              |              |  |
|  | 4           | Isabella Šinikova | Isabella Šinikova | 6           | 6           |  |  |              |                   |                   |              |              |  |
|  |             | Ekaterina Jašina  | Ekaterina Jašina  | 2           | 2           |  |  | 4            | Isabella Šinikova | Isabella Šinikova | 4            | 2            |  |
|  |             | Marija Tkačeva    | 6                 | 1           | 6           |  |  |              | Marija Tkačeva    | Marija Tkačeva    | 6            | 6            |  |
|  | 9           | Carole Monnet     | 2                 | 6           | 0           |  |  |              |                   |                   |              |              |  |

### Sezione 5
|  | Primo turno | Primo turno        | Primo turno   | Primo turno | Primo turno |  |  | Ultimo turno | Ultimo turno       | Ultimo turno | Ultimo turno | Ultimo turno |  |
|  |             |                    |               |             |             |  |  |              |                    |              |              |              |  |
|  | 5           | Lizette Cabrera    | 6             | 5           | 4           |  |  |              |                    |              |              |              |  |
|  |             | Peangtarn Plipuech | 4             | 7           | 6           |  |  |              | Peangtarn Plipuech | 6            | 2            | 2            |  |
|  | PR          | Kaylah McPhee      | Kaylah McPhee | 5           | 4           |  |  | 7            | Jana Fett          | 4            | 6            | 6            |  |
|  | 7           | Jana Fett          | Jana Fett     | 7           | 6           |  |  |              |                    |              |              |              |  |

### Sezione 6
|  | Primo turno | Primo turno        | Primo turno        | Primo turno | Primo turno |  |  | Ultimo turno | Ultimo turno       | Ultimo turno       | Ultimo turno | Ultimo turno |  |
|  |             |                    |                    |             |             |  |  |              |                    |                    |              |              |  |
|  | 6           | Justina Mikulskytė | Justina Mikulskytė | 6           | 6           |  |  |              |                    |                    |              |              |  |
|  |             | Riya Bhatia        | Riya Bhatia        | 4           | 0           |  |  | 6            | Justina Mikulskytė | Justina Mikulskytė | 1            | 1            |  |
|  |             | Rutuja Bhosale     | Rutuja Bhosale     | 3           | 2           |  |  | 12           | Liang En-shuo      | Liang En-shuo      | 6            | 6            |  |
|  | 12          | Liang En-shuo      | Liang En-shuo      | 6           | 6           |  |  |              |                    |                    |              |              |  |